# Miguel López de Carrizosa y de Giles
Miguel López de Carrizosa y de Giles, II marquès de Mochales (Jerez de la Frontera, 1857 – Madrid, 21 de juliol de 1919) fou un advocat i polític espanyol, senador, i diputat, que va ocupar de manera efímera el càrrec de Ministre de Proveïments abans de la seva mort en 1919.
Fill de Francisco Javier López de Carrizosa y Pavón i María Rosario de Gile y Rivao, marquesos de Casa Pavón, nasqué a Jerez de la Frontera en 1857 i estudià dret a la Universitat de Sevilla.
Va exercir 2 dies com a ministre de Proveïments, entre el 20 i el 21 de juliol de 1919, data de la seva mort. Va morir en la nit del dia 21 després d'unes deliberacions del Consell de Ministres.